# Walchensee
Walchensee – jezioro w Bawarii, w powiecie Bad Tölz-Wolfratshausen, w Alpach Bawarskich. Leży około 70 km na południe od Monachium.
W głąb jeziora wchodzi półwysep Katzenkopf, na jeziorze znajduje się wyspa Sassau (0,029 km²). Przy zachodnim brzegu biegnie droga krajowa B11.
Z jeziorem związana jest legenda mówiąca, iż żył w nim gigantyczny sum. Ludzie z okolic przychodzili nad jezioro obłaskawiać go, gdyż przepowiednia mówiła, że jeśli staną się zbyt niedobrzy sum uderzeniem ogona o wodę spowoduje ogromną falę, która zaleje okolicę, aż po odległe o kilkadziesiąt kilometrów Monachium.

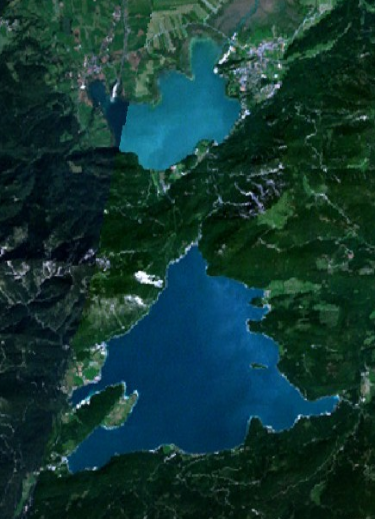
Kochelsee i Walchensee (na dole)

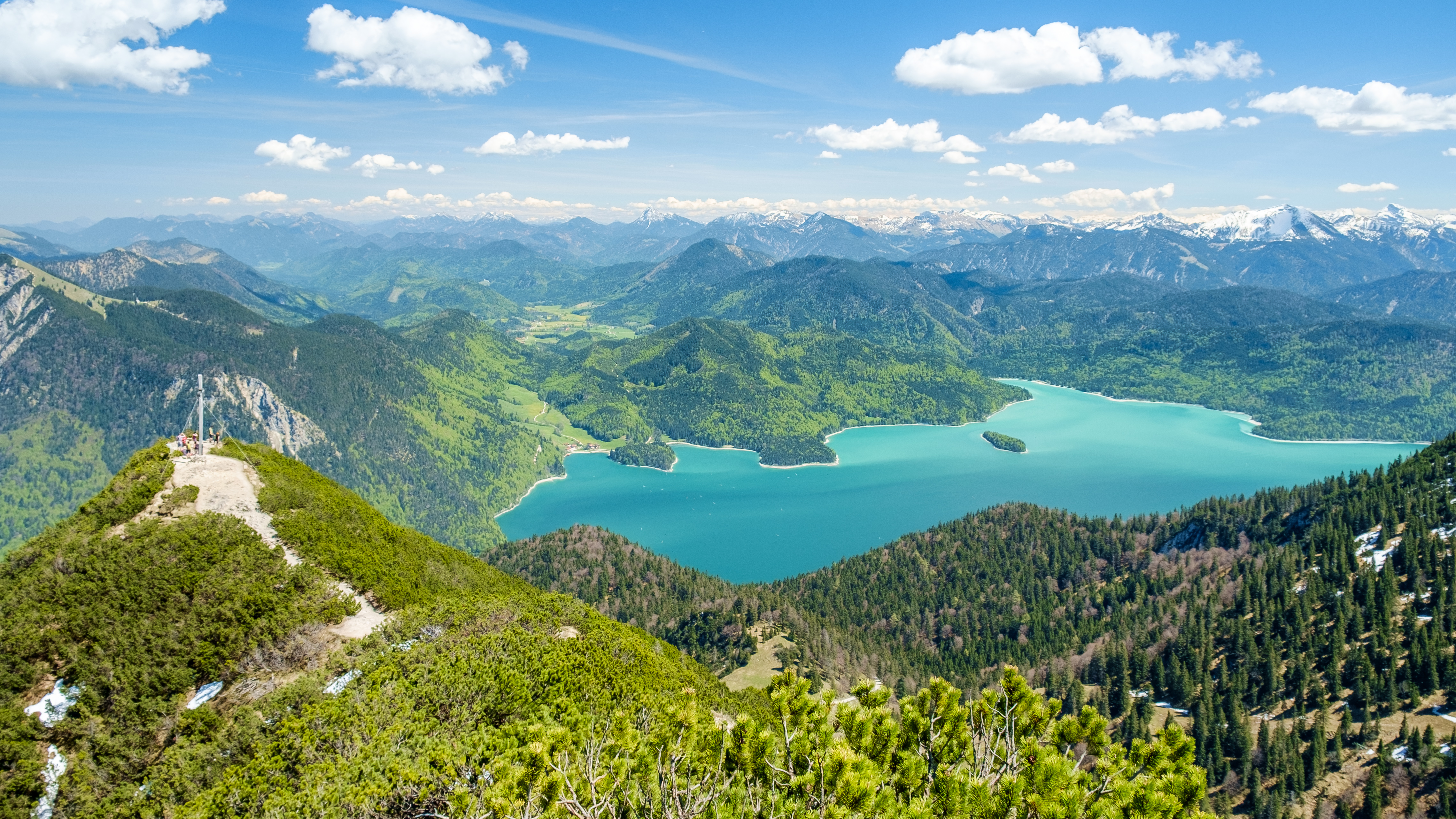
Walchensee widziane z Herzogstand

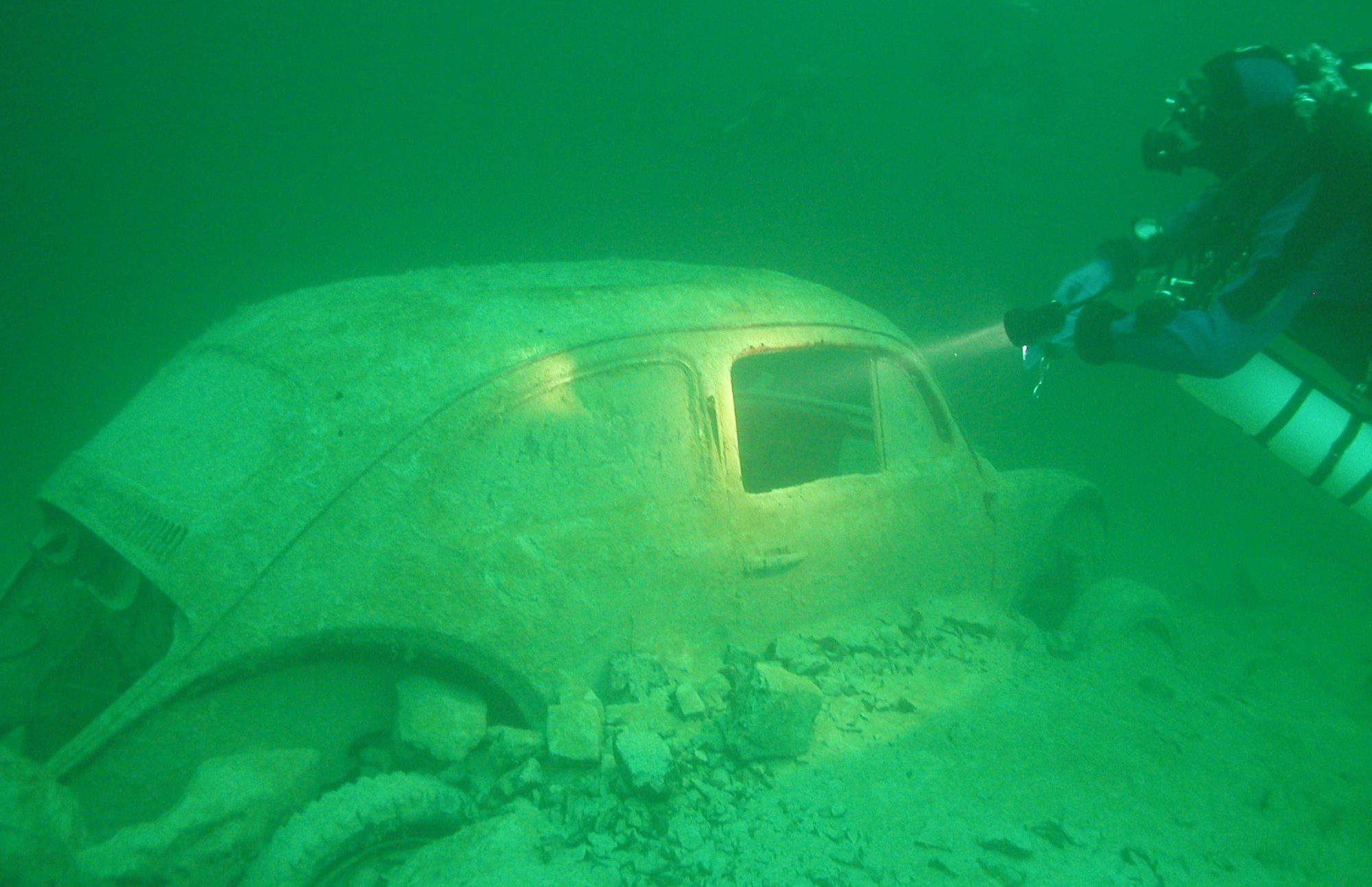
Wrak VW Garbusa na dnie Walchensee